# Stanisław Tłoczyński
Stanisław Tłoczyński (ur. 4 sierpnia 1881 w Górce, powiat poznański, zm. 21 września 1958 w Gnieźnie) – polski dyrygent chórów, kompozytor oraz ksiądz katolicki.

## Życiorys
Był synem Ludwika (nadleśniczego) i Anny z Greckich, wnukiem Maksymiliana Greckiego. Kształcił się w gimnazjach w Poznaniu i Lesznie, studiował teologię w Poznaniu i Gnieźnie, muzykę w Poznaniu (u Edwina Jahnkego i Ludwika Broekerego), Ratyzbonie, Berlinie, Monachium i Beuron. Od marca 1914, po śmierci Ignacego Gorzelniaskiego, pełnił funkcje dyrygenta chóru katedralnego w Gnieźnie (do końca życia). W latach 1916–1958 był profesorem śpiewu w gnieźnieńskim seminarium duchownym. Nosił godność kanonika kolegiaty św. Jerzego w Gnieźnie i kanonik katedry gnieźnieńskiej (od 1946).
Był twórcą kolęd (oraz ich opracowań), przygotował do wydania Śpiewnik kościelny dla archidiecezji gnieźnieńskiej. Został pochowany w katedrze gnieźnieńskiej.